# Hanne Maudens
Hanne Maudens (Wetteren, 12 maart 1997) is een Belgisch atlete die gespecialiseerd was in het verspringen en de meerkamp. Ze behaalde op de zevenkamp medailles op internationale U20 kampioenschappen. Tussen 2020 en 2021 stopte ze tijdelijk met de meerkamp om zich te richten op de 400 m en de 800 m.

## Biografie

### Internationale medailles bij de jeugd
Maudens veroverde op de Europese kampioenschappen voor junioren (U20) een zilveren medaille in de zevenkamp. In 2016 veroverde ze op de wereldkampioenschappen voor junioren U20 brons op de zevenkamp.

### Belgische medailles bij de senioren
In 2016 behaalde Maudens haar eerste medailles bij de senioren. Zowel indoor als outdoor werd ze tweede op het Belgische kampioenschap verspringen. Tijdens de Vlaamse kampioenschappen sprong ze 6,48 m ver en moest ze enkel nog Sandrine Hennart en Nafissatou Thiam op de Belgische ranglijst laten voorgaan.

### Overstap naar 400 m en 800 m
In september 2020 besloot Maudens na een burn-out te stoppen met de meerkamp en het verspringen en zich te richten op de 800 m en de 400 m. Ze hoopte via de 400 m een plaats af te dwingen in de Belgische ploeg voor de 4 x 400 m, die geselecteerd was voor de Olympische Spelen in Tokio. Op de Belgische indoorkampioenschappen veroverde ze op de 400 m de bronzen medaille. Eind 2021 besloot ze zich terug te concentreren op de meerkamp.

### Terug naar de meerkamp, maar daarna carrière op pauze
In 2022 werd ze opnieuw Belgisch indoorkampioene op de vijfkamp. Op het einde van dat jaar maakte ze bekend dat ze in mei vanwege een depressie haar carrière op pauze had gezet. In 2023 verhuisde ze naar Växjö in Zweden om onder haar nieuwe coach Nadja Casadei te werken aan een comeback.

### Club
Maudens is aangesloten bij atletiekclub Vlierzele Sportief (VS).

### Privé
Maudens is afkomstig uit het Oost-Vlaamse Wetteren. Zij combineert haar sportcarrière met studies aan de Gentse Universiteit, waar zij de opleiding Pedagogische Wetenschappen volgt.

## Belgische kampioenschappen
Outdoor
| Onderdeel   | Jaar       |
| ----------- | ---------- |
| verspringen | 2017, 2019 |
| zevenkamp   | 2020       |

Indoor
| Onderdeel   | Jaar                         |
| ----------- | ---------------------------- |
| verspringen | 2017, 2018, 2019, 2020, 2022 |
| vijfkamp    | 2019, 2022                   |

## Persoonlijke records
Outdoor
| Onderdeel    | Prestatie | Wind (m/s) | Datum            | Plaats     |
| ------------ | --------- | ---------- | ---------------- | ---------- |
| 200 m        | 23,81 s   | +1,0       | 2 oktober 2019   | Doha       |
| 400 m        | 53,06 s   |            | 26 juni 2021     | Brussel    |
| 800 m        | 2.06,31   |            | 16 augustus 2020 | Brussel    |
| 100 m horden | 13,90 s   | +0,5       | 2 oktober 2019   | Doha       |
| hoogspringen | 1,80 m    |            | 26 mei 2018      | Götzis     |
| verspringen  | 6,48 m    | +0,8       | 21 mei 2016      | Oordegem   |
| kogelstoten  | 13,82 m   |            | 1 juni 2019      | Oordegem   |
| speerwerpen  | 42,27 m   |            | 17 juli 2015     | Eskilstuna |
| zevenkamp    | 6252 p    |            | 26-27 mei 2018   | Götzis     |

Indoor
| Onderdeel    | Prestatie      | Datum            | Plaats           |
| ------------ | -------------- | ---------------- | ---------------- |
| 60 m         | 7,55 s         | 23 februari 2018 | Gent             |
| 200 m        | 24,78 s        | 15 januari 2017  | Gent             |
| 400 m        | 53,52 s        | 20 februari 2021 | Louvain-la-Neuve |
| 800 m        | 2.13,98        | 3 februari 2019  | Gent             |
| 60 m horden  | 8,67 s         | 23 februari 2018 | Gent             |
| hoogspringen | 1,81 m         | 29 januari 2017  | Gent             |
| verspringen  | 6,53 m (ex-NR) | 17 februari 2019 | Gent             |
| kogelstoten  | 13,99 m        | 16 februari 2020 | Gent             |
| vijfkamp     | 4569 p         | 3 februari 2019  | Gent             |

### Opbouw PR meerkamp en potentie op basis van persoonlijk records
In de tabel staat de uitsplitsing van het persoonlijk record op de zevenkamp. In de kolommen ernaast staat ook het potentieel record, met alle persoonlijke records op de losse onderdelen en de bijbehorende punten.
|              | Uitsplitsing PR | Uitsplitsing PR | Uitsplitsing PR |              | Potentieel record | Potentieel record |
| Onderdeel    | Prestatie       | Wind (m/s)      | Punten          | Pers. record | Punten            |                   |
| ------------ | --------------- | --------------- | --------------- | ------------ | ----------------- | ----------------- |
| 100 m horden | 14,00           | -0,3            | 978             | 13,90        | 993               |                   |
| hoogspringen | 1,80            |                 | 978             | 1,80         | 978               |                   |
| kogelstoten  | 13,28           |                 | 746             | 13,99        | 793               |                   |
| 200 m        | 24,28           | +1,2            | 954             | 23,81        | 999               |                   |
| verspringen  | 6,36            | +0,1            | 962             | 6,53         | 1017              |                   |
| speerwerpen  | 40,96           |                 | 686             | 42,27        | 711               |                   |
| 800 m        | 2.11,14         |                 | 948             | 2.06,31      | 1019              |                   |
| Puntentotaal |                 |                 | 6252            |              | 6510              |                   |

## Palmares

### zevenkamp
- 2015:  EK U20 in Eskilstuna – 5720 p
- 2016:  WK U20 in Bydgoszcz – 5881 p
- 2017: 15e Hypomeeting in Götzis – 6113 p
- 2017: DNF EK U23 in Bydgoszcz
- 2017: 23e WK in Londen – 5749 p
- 2018: 6e Hypomeeting in Götzis – 6252 p
- 2018: 10e EK in Berlijn - 6104 p
- 2019:  EK U23 in Gävle - 6093 p
- 2019: 11e WK in Doha - 6088 p
- 2020:  BK in Brussel – 6167 p

### verspringen
- 2013:  EYOF te Utrecht  – 6,06 m
- 2014: 4e Olympische Jeugdzomerspelen te Nanking – 6,04 m
- 2014:  EYOT te Baku – 6,15 m
- 2015: 5e EK U20 te Eskilstuna – 6,29 m
- 2016:  BK indoor AC – 6,14 m
- 2016:  BK AC – 6,31 m
- 2017:  BK indoor AC – 6,35 m
- 2017:  BK AC – 6,40 m
- 2017: 12e EK U23 in Bydgoszcz - 6,12 m
- 2018:  BK indoor AC – 6,45 m
- 2018:  BK AC – 6,51 m
- 2019:  BK indoor AC – 6,53 m (NR)
- 2019: 9e EK U23 te Gävle – 6,09 m
- 2019:  BK AC – 5,97 m
- 2020:  BK indoor AC – 6,21 m
- 2022:  BK indoor AC – 6,15 m
- 2024:  BK indoor AC – 5,94 m

### kogelstoten
- 2020:  BK indoor AC – 13,99 m

### vijfkamp
- 2018:  BK indoor – 4205 p
- 2019:  BK indoor – 4569 p
- 2019: 8e EK indoor – 4440 p
- 2020:  BK indoor – 4373 p
- 2022:  BK indoor – 4212 p
- 2024:  BK indoor – 4067 p

### 400 m
- 2021:  BK indoor AC – 53,52 s
- 2021: 5e in reeks EK indoor in Toruń – 53,63 s
- 2021:  BK AC – 53,43 s

### 4 × 400 m
- 2021: 7e World Athletics Relays in Chorzów - 3.37,66 (3.28,27 in reeksen)

## Onderscheidingen
- 2017: Gouden Spike voor beloften